# Diócesis de Nzérékoré
La diócesis de Nzérékoré (en latín: Dioecesis Nzerekorensis y en francés: Diocèse de N'Zérékoré) es una circunscripción eclesiástica de la Iglesia católica en Guinea. Se trata de una diócesis latina, sufragánea de la arquidiócesis de Conakri. Desde el 14 de agosto de 2008 su obispo es Raphaël Balla Guilavogui.

## Territorio y organización
La diócesis tiene 27 250 km² y extiende su jurisdicción sobre los fieles católicos de rito latino residentes en la región de Nzérékoré, excepto las prefecturas de Guéckédou y de Macenta.
La sede de la diócesis se encuentra en la ciudad de Nzérékoré, en donde se halla la Catedral del Corazón Inmaculado de María.
En 2023 en la diócesis existían 11 parroquias.

## Historia
La prefectura apostólica de N'Zérékoré fue erigida el 9 de marzo de 1937 con la bula Quo ex Evangelii del papa Pío XI, obteniendo el territorio del vicariato apostólico de Bamako (hoy arquidiócesis de Bamako).
El 25 de abril de 1959 la prefectura apostólica fue elevada a diócesis mediante la bula Christi provisio del papa Juan XXIII.
El 29 de junio de 2023 cedió una parte de su territorio para la erección de la diócesis de Guéckédou mediante la bula Labores et fidem del papa Francisco.

## Estadísticas
Según el Anuario Pontificio 2024 la diócesis tenía a fines de 2023 un total de 31 290 fieles bautizados.
| Año                                                                             | Población            | Población | Población      | Sacerdotes | Sacerdotes    | Sacerdotes    | Bautizados por sacerdote | Diáconos permanentes | Religiosos | Religiosos | Parroquias |
| Año                                                                             | Bautizados católicos | Total     | % de católicos | Total      | Clero secular | Clero regular | Bautizados por sacerdote | Diáconos permanentes | Varones    | Mujeres    | Parroquias |
| ------------------------------------------------------------------------------- | -------------------- | --------- | -------------- | ---------- | ------------- | ------------- | ------------------------ | -------------------- | ---------- | ---------- | ---------- |
| 1950                                                                            | 2563                 | 470 889   | 0.5            | 22         |               | 22            | 116                      |                      |            | 10         | 7          |
| 1969                                                                            | ?                    | 474 320   | ?              | 2          | 2             |               | ?                        |                      |            | 7          | 8          |
| 1978                                                                            | 8460                 | 842 000   | 1.0            | 6          | 6             |               | 1410                     |                      |            | 9          | 8          |
| 1990                                                                            | 21 050               | 806 000   | 2.6            | 18         | 18            |               | 1169                     |                      | 1          | 18         | 8          |
| 1999                                                                            | 39 503               | 919 534   | 4.3            | 30         | 30            |               | 1316                     |                      |            | 25         | 8          |
| 2000                                                                            | 39 914               | 919 534   | 4.3            | 31         | 31            |               | 1287                     |                      |            | 27         | 8          |
| 2001                                                                            | 40 914               | 1 152 246 | 3.6            | 32         | 32            |               | 1278                     |                      |            | 27         | 8          |
| 2002                                                                            | 83 008               | 1 102 410 | 7.5            | 34         | 34            |               | 2441                     |                      | 1          | 25         | 8          |
| 2003                                                                            | 75 370               | 1 102 410 | 6.8            | 34         | 32            | 2             | 2216                     |                      | 2          | 26         | 8          |
| 2004                                                                            | 76 269               | 1 037 632 | 7.4            | 35         | 35            |               | 2179                     |                      |            | 25         | 8          |
| 2007                                                                            | 48 422               | 1 037 757 | 4.7            | 37         | 37            |               | 1308                     |                      |            | 24         | 8          |
| 2013                                                                            | 52 500               | 1 141 000 | 4.6            | 34         | 33            | 1             | 1544                     |                      | 3          | 33         | 17         |
| 2016                                                                            | 55 623               | 1 069 773 | 5.2            | 30         | 30            |               | 1854                     |                      | 2          | 35         | 17         |
| 2019                                                                            | 58 700               | 1 349 700 | 4.3            | 39         | 39            |               | 1505                     |                      |            | 38         | 18         |
| 2021                                                                            | 60 102               | 1 399 270 | 4.3            | 53         | 51            | 2             | 1134                     |                      | 2          | 48         | 18         |
| 2023                                                                            | 28 531               | 622 411   | 4.6            | 43         | 43            |               | 663                      |                      | 2          | 36         | 11         |
| Fuente: Catholic-Hierarchy, que a su vez toma los datos del Anuario Pontificio. |                      |           |                |            |               |               |                          |                      |            |            |            |

## Episcopologio
- Augustin Guérin, M.Afr. † (16 de abril de 1937-1950 renunció)[nota 1]
- Eugène Maillat, M.Afr. † (4 de mayo de 1951-13 de agosto de 1979 renunció)
- Philippe Kourouma † (15 de diciembre de 1979-27 de noviembre de 2007 retirado)
- Raphaël Balla Guilavogui, desde el 14 de agosto de 2008